# 沱江大橋
沱江大橋（だこうだいきょう）は、中華人民共和国湖南省湘西トゥチャ族ミャオ族自治州鳳凰県に位置するアーチ橋である。全長328m、橋脚の間隔は65m、高さ42m。建設費は1200万元。鳳凰県と貴州省銅仁市松桃ミャオ族自治県の銅仁鳳凰空港を結ぶ鳳大自動車道路の堤渓間に建設された。
湘西トゥチャ族ミャオ族自治州の50周年記念を祝い、2007年8月下旬に開通予定だったが、2007年8月13日、完成間近に橋の大部分が「豆腐渣（おから）工程」と称される手抜工事により崩落した事故が発生している。
同年6月15日に船舶の衝突により崩落した広東省九江大橋と同一建設会社が建築している。

## 崩落事故
2007年8月13日、北京時間16時45分ごろ、橋が完成し足場の撤去作業を始めたところ、橋が突然崩れた。現場には100名余り人がいたといわれる。8月18日現在、64名が犠牲となった。遺族には5万元の埋葬費が支払われた。
橋の崩落する一カ月以上前から、三本目の橋脚が沈下するという現象が見つかっていた。補強された後、引き続き工事が続けられた。あるメディアでは手抜き工事が原因と伝えられた。
橋の下には取水菅が通っていたため、橋の崩落により鳳凰県で8月14日の朝から水道が止められ、住民は不便を強いられることとなった。
この事故で建設会社の関係者2名が警察の監視下に置かれている。また工事資料、工事管理資料が警察によって差し押さえられた。

## 参考元
1. ↑  湖南省鳳凰県"8•13"沱江大橋崩落事故 すでに36人が亡くなる　新華網（中国語）